# Ameritech Cup 1996
Ameritech Cup 1996 — жіночий тенісний турнір, що проходив на закритих кортах з килимовим покриттям UIC Pavilion у Чикаго (штат Іллінойс, США). Належав до турнірів 2-ї категорії в рамках Туру WTA 1996. Відбувсь удвадцятьп'яте і тривав з 28 жовтня до 3 листопада 1996 року. Друга сіяна Яна Новотна здобула титул в одиночному розряді.

## Фінальна частина

### Одиночний розряд
Яна Новотна —  Дженніфер Капріаті 6–4, 3–6, 6–1
- Для Новотної це був 9-й титул за сезон і 75-й — за кар'єру.

### Парний розряд
Ліза Реймонд /  Ренне Стаббс —  Анджела Леттьєр /  Міягі Нана 6–1, 6–1
- Для Реймонд це був 3-й титул за сезон і 6-й — за кар'єру. Для Стаббс це був 1-й титул за рік і 10-й — за кар'єру.